# Campionati europei di bob 1965
I Campionati europei di bob 1965, seconda edizione della manifestazione organizzata dalla Federazione Internazionale di Bob e Skeleton, si sono disputati a Cortina d'Ampezzo, in Italia, sull'omonima pista olimpica (dal 2003 verrà intitolata al pluricampione olimpico e mondiale Eugenio Monti), il tracciato sul quale si svolsero le competizioni del bob ai Giochi di Cortina d'Ampezzo 1956. La località veneta sita ai piedi delle Dolomiti ha quindi ospitato le competizioni europee per la prima volta nel bob a due uomini

## Risultati

### Bob a due uomini
|     | Erwin Thaler Adolf Koxeder       | Austria |     |     |
|     | Remo Mosa Enzo Pierini           | Italia  |     |     |
|     | Angelo Frigerio Sergio Mocellini | Italia  |     |     |
| ... | ...                              | ...     | ... | ... |

## Medagliere
| Pos.   | Paese   | Oro | Argento | Bronzo | Totale |
| ------ | ------- | --- | ------- | ------ | ------ |
| 1      | Austria | 1   | 0       | 0      | 1      |
| 2      | Italia  | 0   | 1       | 1      | 2      |
| Totale | Totale  | 1   | 1       | 1      | 3      |